# What Them Girls Like
What Them Girls Like è un singolo del rapper statunitense Ludacris, realizzato in collaborazione con Chris Brown e Sean Garrett. Il brano è stato pubblicato nel 2008 ed estratto dall'album Theater of the Mind.

## Video
Nel videoclip della canzone vi sono i cameo di Comfort Fedoke, DeRay Davis, Tyrese Gibson, Teairra Marí, Kristia Krueger, Suelyn Medeiros, Amber Rose, Joe & Gavin Maloof e La La.

## Tracce
1. What Them Girls Like (featuring Chris Brown and Sean Garrett)